# Inspektoraty graniczne Straży Granicznej (1928–1939)
Inspektoraty graniczny Straży Granicznej – jednostki organizacyjne  Straży Granicznej II Rzeczypospolitej.

## Historia
Inspektoraty graniczne Straży Granicznej były jednostkami wyszkoleniowymi i administracyjnymi. Podlegały Inspektoratom okręgowym Straży Granicznej. Inspektoraty Graniczne składały się z czterech lub pięciu Komisariatów. Pas działalności obejmował odcinek graniczny od 120 do 160 kilometrów. 
Na czele Inspektoratów stali Kierownicy z reguły w stopniu komisarza i nadkomisarza. Do zadań kierowników należało m.in.:
- kierowanie służbą graniczną i koordynowanie pracy podległych komisariatów,
- kontrola wykonawstwa rozkazów i zarządzeń przełożonych oraz własnych w zakresie organizacji służby,
- kontrola życia wewnętrznego i dyscypliny;
- organizacja procesu wyszkolenia ogólnowojskowego i fachowego podległego stanu osobowego;
- kierownictwo akcjami granicznymi, sięgającymi poza teren komisariatu;
- koordynacja działalności służby wywiadowczej;
- współpraca z organami administracji ogólnej na szczeblu powiatu, policją, urzędami celnymi, skarbowymi, prokuraturą itp.

Kierownik miał do pomocy Sztab Inspektoratu złożony z: 4 oficerów Straży Granicznej, 30 szeregowych Straży Granicznej oraz dwóch pracowników cywilnych co daje trzydziestu sześciu ludzi. Sztab dysponował ponadto jednym lub dwoma samochodami osobowymi, motocyklem i dwudziestoma ośmioma rowerami. Na wyposażeniu Inspektoratu Granicznego była również radiostacja o zasięgu ogólnokrajowym.
Rozkazem nr 2 z 8 września 1938 roku w sprawie terminologii odnośnie władz i jednostek organizacyjnych formacji, dowódca Straży Granicznej płk Jan Gorzechowski nakazał zmienić termin „Inspektorat Graniczy” na „Obwód Straży Granicznej”.
W tym samym roku liczba inspektoratów granicznych wynosiła 26.